# Drago Leskovšek (kemik)
Drago Leskovšek, slovenski inženir kemije, * 18. februar 1919, Brno, † 2010.

## Življenje in delo
Diplomiral je leta 1941 na Tehniški fakulteti v Ljubljani in 1957 doktoriral iz kemijskih znanosti na Naravoslovni fakulteti v Ljubljani. Najprej je bil zaposlen pri podjetju Chemolabor v Ljubljani, kjer je konstruiral merilne in kontrolne aparate za kemijske laboratorijje. Leta 1960 je bil izvoljen za izrednega in 1965 za rednega profesorja za fizikalno kemijo na Fakulteti za naravoslovje in tehnologijo v Ljubljani. V raziskovalnem delu se je posvetil področju termodinamike ter transportnim lastnostim raztopin elektrolitov in polielektrolotov. Sam ali v soavtorstvu je objavil preko 20 znanstvenih in strokovnih člankov.  Njegova bibliografija obsega 40 zapisov.

## Izbrana bibliografija
- Termodinamske lastnosti raztopin večvalentnih elektrolitov (COBISS)
- Termodinamske in transportne lastnosti raztopin polielektrolitov. Termodinamske lastnosti raztopin nesimetričnih elektrolitov. Indikatorske elektrode v membraskih plinskih senzorjih (COBISS)
- Studij fizikalno kemijskih lastnosti elektrolitov in polielektrolitov (COBISS)
- Laboratorijske vaje iz fizikalne kemije (COBISS)